# Canton de Fouesnant
Le canton de Fouesnant est une circonscription électorale française située dans le département du Finistère et la région Bretagne.

## Histoire
- Le canton de Fouesnant a été créé en 1790[1].

- De 1833 à 1848, les cantons de Concarneau et de Fouesnant avaient le même conseiller général. Le nombre de conseillers généraux était limité à 30 par département[5].

- Un nouveau découpage territorial du Finistère entre en vigueur à l'occasion des élections départementales de mars 2015, défini par le décret du 13 février 2014[4], en application des lois du 17 mai 2013 (loi organique 2013-402 et loi 2013-403)[6]. Les conseillers départementaux sont, à compter de ces élections, élus au scrutin majoritaire binominal mixte. Les électeurs de chaque canton élisent au Conseil départemental, nouvelle appellation du Conseil général, deux membres de sexe différent, qui se présentent en binôme de candidats. Les conseillers départementaux sont élus pour 6 ans au scrutin binominal majoritaire à deux tours, l'accès au second tour nécessitant 12,5 % des inscrits au 1er tour. En outre la totalité des conseillers départementaux est renouvelée. Ce nouveau mode de scrutin nécessite un redécoupage des cantons dont le nombre est divisé par deux avec arrondi à l'unité impaire supérieure si ce nombre n'est pas entier impair, assorti de conditions de seuils minimaux[7]. Dans le Finistère, le nombre de cantons passe ainsi de 54 à 27. Le nombre de communes du canton de Fouesnant passe de 7 à 8.

- Le nouveau canton de Fouesnant est formé de communes des anciens cantons de Fouesnant (7 communes) et de Quimper 2e Canton (1 commune). Le canton est entièrement inclus dans l'arrondissement de Quimper. Le bureau centralisateur est situé à Fouesnant.

## Représentation

### Conseillers d'arrondissement (de 1833 à 1940)
| Période                                  | Période      | Identité                                   | Étiquette      | Qualité |
| ---------------------------------------- | ------------ | ------------------------------------------ | -------------- | --- |
| 1833                                     | 1848         | François Thomas Antoine Hernio (1770-1850) |                | Chirurgien, propriétaire, maire de Clohars-Fouesnant                                                        |
|                                          |              |                                            |                | |
| 1871                                     |              | Eugène Dubois                              |                | Notaire, maire de Pleuven (1870-1876)                                                                       |
|                                          |              |                                            |                | |
|                                          | 1892 (décès) | Corentin Merrien (1828-1892)               |                | Cultivateur, maire de Fouesnant (1871-1873 et 1878-1892)                                                    |
| 1892                                     | 1910 (décès) | Christophe Héloret                         | Républicain-RG | Propriétaire-cultivateur au Guéréven , maire de Clohars-Fouesnant                                           |
| 1910                                     | 1914         | Yves Le Bris                               | RG             | Propriétaire, adjoint au maire de Fouesnant Président du Conseil d'arrondissement                           |
| 1914                                     | 1919         | siège vacant ?                             |                | |
| 1919                                     | 1940         | Noël Le Gall                               | Radical        | Agriculteur à Kergarrec, Clohars-Fouesnant                                                                  |
| 1940                                     |              |                                            |                | Les conseils d'arrondissement ont été suspendus par la loi du 12 octobre 1940 et n'ont jamais été réactivés |
| Les données manquantes sont à compléter. |              |                                            |                | |

### Conseillers généraux de 1833 à 2015
| Période | Période      | Identité                               | Étiquette             | Qualité |
| ------- | ------------ | -------------------------------------- | --------------------- | --- |
| 1848    | 1864         | Joseph Hyacinthe Chauveau de Kernaëret |                       | Chef de bataillon en retraite à Quimper                                                                                 |
| 1864    | 1867         | Édouard Porquier                       |                       | Négociant, maire de Quimper (1850-1865)                                                                                 |
| 1867    | 1874         | Étienne Roussin                        | Droite                | Propriétaire, maire de Plomelin Député (1885-1889)                                                                      |
| 1874    | 1886         | Valéry Dominique Cormier               | Républicain           | Maire de La Forêt-Fouesnant                                                                                             |
| 1886    | 1914 (décès) | Louis Hémon                            | Républicain           | Avocat Député (1876-1885 et 1889-1912) Sénateur (1912-1914)                                                             |
| 1914    | 1914 (décès) | Yves Le Bris                           | RG                    | Président du Conseil d'arrondissement de Quimper Adjoint au maire de Fouesnant                                          |
| 1914    | 1919         | siège vacant                           |                       | |
| 1919    | 1934         | André Bénac                            | RG                    | Maitre des requêtes au Conseil d'État Conseiller municipal de Fouesnant                                                 |
| 1934    | 1940         | Jean-Louis Yvonnou                     | RG                    | Maire de Bénodet (1937-1941)                                                                                            |
|         |              |                                        |                       | |
| 1943    | 1945         | Joseph Arzul (1898-?)                  |                       | Hôtelier Maire de Fouesnant (1941-1944) Nommé conseiller départemental en 1943                                          |
|         |              |                                        |                       | |
| 1945    | 1955         | Jean-Louis Yvonnou                     | DVD-RGR →CNIP         | Maire de Bénodet (1947-1959)                                                                                            |
| 1955    | 1985         | Louis Le Calvez                        | RGR →MRP →CD →UDF-CDS | Chef comptable Maire de Fouesnant (1952-1989)                                                                           |
| 1985    | 2004         | Roger Le Goff                          | UDF                   | Cadre travaux publics Maire de Fouesnant depuis 1989 Suppléant de la députée Marcelle Ramonet (2002-2007)               |
| 2004    | 2015         | Nathalie Conan-Mathieu                 | PS                    | Directrice de cabinet Ancienne conseillère municipale de Fouesnant Suppléante du député Jean-Jacques Urvoas (2007-2012) |

### Conseillers départementaux depuis 2015
| Période élective | Période élective | Mandat | Mandat   | Identité       | Nuance | Nuance | Qualité |
| ---------------- | ---------------- | ------ | -------- | -------------- | ------ | ------ | --- |
| 2015             | 2021             | 2015   | 2021     | Sophie Boyer   |        | DVD    | Chef d'entreprise, conseillère municipale de Saint-Evarzec                                                                  |
| 2015             | 2021             | 2015   | 2021     | Alain Le Grand |        | DVD    | Responsable d'achats, premier adjoint au maire d'Ergué-Gabéric jusqu'en 2020, conseiller municipal (opposition) depuis 2020 |
| 2021             | 2028             | 2021   | en cours | Laure Caramaro |        | DVD    | Chef d'entreprise, adjointe au maire de Fouesnant                                                                           |
| 2021             | 2028             | 2021   | en cours | Alain Le Grand |        | DVD    | Conseiller sortant, 8ème Vice-Président du conseil départemental                                                            |

### Résultats détaillés

#### Élections de mars 2015
À l'issue du 1er tour des élections départementales de 2015, deux binômes sont en ballottage : Sophie Boyer et Alain Le Grand (Union de la Droite, 39,84 %) et Karen Le Corre et Mohamed Rihani (PS, 27,41 %). Le taux de participation est de 53,23 % (15 853 votants sur 29 780 inscrits) contre 51,11 % au niveau départementalet 50,17 % au niveau national.
Au second tour, Sophie Boyer et Alain Le Grand (Union de la Droite) sont élus avec 57,86 % des suffrages exprimés et un taux de participation de 52,24 % (8 259 voix pour 15 560 votants et 29 786 inscrits).

#### Élections de juin 2021
Le premier tour des élections départementales de 2021 est marqué par un très faible taux de participation (33,26 % au niveau national). Dans le canton de Fouesnant, ce taux de participation est de 39,23 % (12 395 votants sur 31 597 inscrits) contre 35,55 % au niveau départemental. À l'issue de ce premier tour, deux binômes sont en ballottage : Laure Caramaro et Alain Le Grand (Union au centre et à droite, 34,58 %) et Marie-Laure Le Meur et Jean-Pierre Marc (DVC, 18,99 %).
Le second tour des élections est marqué une nouvelle fois par une abstention massive équivalente au premier tour. Les taux de participation sont de 34,36 % au niveau national, 36,76 % dans le département et 40,47 % dans le canton de Fouesnant. Laure Caramaro et Alain Le Grand (Union au centre et à droite) sont élus avec 54,69 % des suffrages exprimés (6 256 voix pour 12 783 votants et 31 586 inscrits),,. 

## Composition

### Composition avant 2015

Localisation du canton de Fouesnant avant 2015

Le canton de Fouesnant regroupait sept communes.
| Nom                   | Code Insee | Codepostal | Superficie (km2) | Population (dernière pop. légale) | Densité (hab./km2) |
| --------------------- | ---------- | ---------- | ---------------- | --------------------------------- | ------------------ |
| Fouesnant (chef-lieu) | 29058      | 29170      | 32,76            | 9 174 (2012)                      | 280                |
| Bénodet               | 29006      | 29950      | 10,53            | 3 453 (2012)                      | 328                |
| Clohars-Fouesnant     | 29032      | 29950      | 13,02            | 2 188 (2012)                      | 168                |
| Gouesnach             | 29060      | 29950      | 17,07            | 2 623 (2012)                      | 154                |
| La Forêt-Fouesnant    | 29057      | 29940      | 18,53            | 3 276 (2012)                      | 177                |
| Pleuven               | 29161      | 29170      | 13,69            | 2 679 (2012)                      | 196                |
| Saint-Évarzec         | 29247      | 29170      | 24,65            | 3 551 (2012)                      | 144                |

### Composition à partir de 2015
Le canton de Fouesnant comprend désormais huit communes entières.
| Nom                               | Code Insee | Intercommunalité                | Superficie (km2) | Population (dernière pop. légale) | Densité (hab./km2) | Modifier                                    |
| --------------------------------- | ---------- | ------------------------------- | ---------------- | --------------------------------- | ------------------ | ------------------------------------------- |
| Fouesnant (bureau centralisateur) | 29058      | CC du Pays fouesnantais         | 32,76            | 10 204 (2022)                     | 311                | modifier les données · modifier les données |
| Bénodet                           | 29006      | CC du Pays fouesnantais         | 10,53            | 3 878 (2022)                      | 368                | modifier les données · modifier les données |
| Clohars-Fouesnant                 | 29032      | CC du Pays fouesnantais         | 13,02            | 2 152 (2022)                      | 165                | modifier les données · modifier les données |
| Ergué-Gabéric                     | 29051      | CA Quimper Bretagne occidentale | 39,87            | 8 576 (2022)                      | 215                | modifier les données · modifier les données |
| La Forêt-Fouesnant                | 29057      | CC du Pays fouesnantais         | 18,53            | 3 485 (2022)                      | 188                | modifier les données · modifier les données |
| Gouesnach                         | 29060      | CC du Pays fouesnantais         | 17,07            | 2 765 (2022)                      | 162                | modifier les données · modifier les données |
| Pleuven                           | 29161      | CC du Pays fouesnantais         | 13,69            | 3 298 (2022)                      | 241                | modifier les données · modifier les données |
| Saint-Évarzec                     | 29247      | CC du Pays fouesnantais         | 24,65            | 3 491 (2022)                      | 142                | modifier les données · modifier les données |
| Canton de Fouesnant               | 2911       |                                 | 170,12           | 37 849 (2022)                     | 222                | modifier les données                        |

## Démographie

### Démographie avant 2015
| 1962   | 1968   | 1975   | 1982   | 1990   | 1999   | 2006   | 2011   | 2012   |
| ------ | ------ | ------ | ------ | ------ | ------ | ------ | ------ | ------ |
| 11 321 | 11 552 | 13 984 | 16 447 | 19 336 | 22 424 | 26 263 | 26 832 | 26 944 |

### Démographie depuis 2015
En 2022, le canton comptait 37 849 habitants, en évolution de +6,09 % par rapport à 2016 (Finistère : +2,16 %, France hors Mayotte : +2,11 %).
| 2013   | 2018   | 2022   |
| ------ | ------ | ------ |
| 35 220 | 36 415 | 37 849 |